# Valter Zanetta
Valter Zanetta (Domodossola, 11 aprile 1951) è un politico e ingegnere italiano.
È stato deputato e senatore della Repubblica, nonché consigliere provinciale del Verbano-Cusio-Ossola.